# Thabor (liturgie)
De Thabor is in de rooms-katholieke kerk een verhoging van edelsmeedwerk waarop tijdens de Eucharistische aanbidding de monstrans met het Allerheiligste wordt gezet. De naam Thabor komt van de berg in Israël waarop Jezus Christus met zijn leerlingen was toen hij van gedaante veranderde.